# Cavaglià
Cavaglià je italská obec v provincii Biella v oblasti Piemont.
K 31. prosinci 2010 zde žilo 3 623 obyvatel.

## Sousední obce
Alice Castello, Carisio, Dorzano, Roppolo, Salussola, Santhià

## Zajímavosti
V katastru obce se nachází Il Giardino dei Ghiacciai di Cavaglia (čes. Ledovcová zahrada v Cavaglii), s relikty po zalednění z doby poslední doby ledové. Jedná se především velké ledovcové hrnce, přezdívané „hrnce obrů“. Jde o hluboké válcovité jámy s nápadně hladkými stěnami vyhloubené vertikálně ve skále. 

## Památky
- kostel sv. Michaela Archanděla - pozdně barokní
- kostel Panny Marie z Babylónu
- neogotický hrad z konce 19. století